# Monte Carmo
Monte Carmo é uma aldeia de São Tomé e Príncipe, localiza-se no Norte, no distrito da Lobata, ilha de São Tomé, próxima das localidades de Aguã Coimbra, Aguã Sampaio, Poisco Alto e Boa Esperança.